# Naomi and Ruth

La cantate Naomi and Ruth, op. 22, est une œuvre non liturgique, écrite par le compositeur italien Mario Castelnuovo-Tedesco en 1947.
Elle est sous-titrée petite cantate pour voix de femme sur le livre de Ruth et son texte est en anglais. Elle a été qualifiée d'autobiographique par le compositeur, Naomi, la soprano représentant la mère de ce dernier et Ruth (les chœurs), sa femme. Elle est représentative de l'inspiration judaïque du musicien.
La création a eu lieu à Los Angeles en  1949. Son exécution dure environ dix minutes.